# Pierre Rogier
Pierre Rogier († 1324) war ein französischer Abt und Bischof.

## Leben
Pierre Rogier ist ein Angehöriger der Familie Rogier de Beaufort und stammt aus dem Limousin; er ist der Onkel von Papst Clemens VI. und Großonkel des Papstes Gregor XI., somit der Bruder von Guillaume I. Rogier, Seigneur de Rosiers en Limousin. Er wurde zum Priester geweiht und war Mönch in der Benediktinerabtei Saint-Pons-de-Thomières, deren Abt er 1311 war: am 25. Februar 1311 erhielt er eine Bulle von Papst Clemens V., die es ihm gestattete, 5000 Livre für den Bedarf seiner Abtei zu leihen. Im selben Jahr erhielt er die Abtretung, den Vergebung und Spende für ihn und seine Abtei von allen Rechten und Lehen, die Arnaud de Roquecefières und Guillaume Jordan de Cornouailles auf dem Schloss und dem Boden von La Salvetat hatten.
Er wurde Bischof, als Papst Johannes XXII. die Abtei 1317 zum Bistum erhob; die Bulle dazu trägt das Datum 18. Februar. Die Mönche bildeten nun das Kapitel, die Grenzen des Bistums wurden in der Bulle Alma mater Ecclesia vom 1. März 1318 durch Ausgliederung aus dem Erzbistum Narbonne festgelegt.
Die Einkünfte der Abtei und die des Kapitels wurden nun getrennt. Pierre Rogier belehnte 1317 einige Güter von La Bastide. Ein Schiedsspruch, den er ratifizierte, brachte ihm alle Einkünfte und ließ dem Kapitel eine Summe von 1800 Livre. Sofort gab es Proteste und Widerspruch zu dieser Entscheidung.
1321 musste er sich einem Aufstand seiner Mönche stellen, da „Rebellen und Ungehorsame behaupteten, von seiner Gerichtsbarkeit und Unterwerfung befreit zu sein, und behaupteten, in geistlicher Hinsicht in keiner Weise für ihn verantwortlich zu sein“.
Pierre Rogier starb 1324.